# Aşkın Nur Yengi

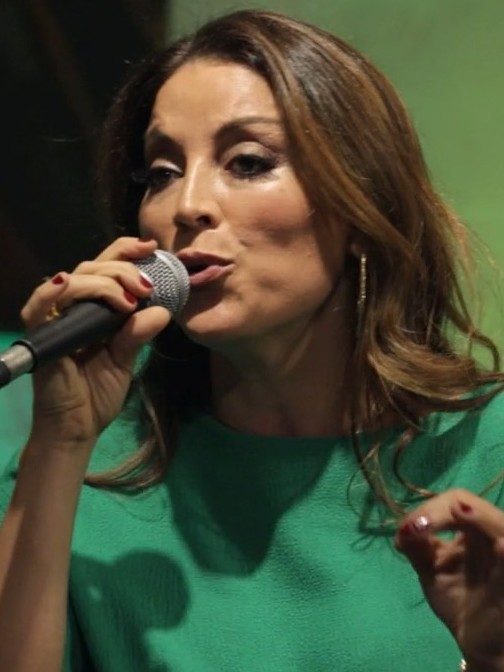
Aşkın Nur Yengi (2014)

Aşkın Nur Yengi (* 3. Juli 1970 in İstanbul) ist eine türkische Popsängerin.

## Leben und Karriere
Nach dem Besuch der Grundschule Erenköy İlkokulu schrieb Aşkın Nur Yengi sich im Konservatorium der Technischen Universität Istanbul ein. Mit 12 Jahren nahm sie an einem von Sezen Aksu geleiteten Orchester teil. 1987 nahm Yengi zusammen mit Harun Kolçak an der türkischen Vorentscheidung zum Eurovision Song Contest mit dem Lied Güzel Şeyler Söyle teil. 2006 heiratete Yengi den Theater- und Filmschauspieler Haluk Bilginer und bekam mit ihm eine Tochter. Im Jahr 2012 ließ sich das Ehepaar scheiden. In ihrer bisherigen Musiklaufbahn machte sie mit zahlreichen Hits wie Ayrılmam, Başka Bir Şey, Ay İnanmıyorum, Yabani, Yalancı Bahar, Çek Babam Çek oder Allah'tan Kork auf sich aufmerksam.

## Auszeichnungen
1987 gewann sie mit dem Lied Yeniden einen Songwettbewerb (Kuşadası Altın Güvercin Yarışması) in Kuşadası. Danach kamen Siege 1988 in Antalya (Antalya Altın Portakal Müzik Yarışması) mit dem Lied Portakal Çiçeği und 1989 mit Artık Hiç Ağlama in Çeşme (Uluslararası Çeşme Festivali) hinzu.

## Diskografie

### Alben
- 1990: Sevgiliye
- 1992: Hesap Ver
- 1993: Sıramı Bekliyorum
- 1994: Kara Çiçeğim
- 1997: Haberci
- 1999: Aşk Kazası
- 2002: Aşkın Nur Yengi
- 2004: Yasemin Yağmurları
- 2007: Aşk'ın Şarkıları
- 2011: Gözümün Bebeği

### EPs
- 2016: Aşk'tan Olsa Gerek

### Singles
| - 1987: Yeniden (mit Harun Kolçak) - 1987: Güzel Şeyler Söyle (mit Harun Kolçak) - 1990: Ayrılmam (Original: Pitsa Papadopoulou – Mi Milas) - 1990: Yazık - 1990: Seni Aldattım - 1990: Başka Bir Şey (Original: Pitsa Papadopoulou – Anev Oron) - 1990: Sevgiliye - 1990: Çağırma Beni - 1990: Öyle Bakma - 1991: Nazlanma - 1991: Hesap Ver - 1991: Serserim Benim - 1991: Ayıpsın (Hintergrundstimme: Sezen Aksu) - 1991: Zehir Gibisin (Original: Azúcar Moreno – Bandido) - 1991: Olmadı Gitti - 1991: Hadi Git - 1991: Karanfil - 1993: Avarem - 1993: İmkansızım - 1993: İmdat - 1993: Sıramı Bekliyorum - 1993: Yüreğim Ağlıyor - 1993: Bir Zaman Hatası - 1993: Ay İnanmıyorum - 1994: Hiç Ummazdım - 1994: Kara Çiçeğim - 1997: Allah Şahit - 1997: Sana Değmezmiş | - 1997: Yabani (Original: Amr Diab – We Yloumouni) - 1999: Karalım - 1999: Deli Gönlüm - 1999: Baba Evi - 2000: Peşindeyim (mit Rafet el Roman) - 2002: Çek Babam Çek (Original: Sarit Hadad – Meusheret) - 2002: Yalancı Bahar - 2002: Kırmızı Gül Demet Demet (mit Ali Kırca) - 2004: Yıldız Yıldız - 2004: Dün - 2007: Yazık - 2007: Aşk Bitti - 2008: Şimdi Uzaklardasın (mit Haluk Bilginer) - 2010: Kibrit ve Alev - 2013: Ünzile - 2014: Ana Daye' Men Dounak (mit Ragheb Alama) - 2015: Atın Beni Denizlere - 2015: Unutulmuş Muydum? - 2016: Bile Bile (mit Harun Kolçak) - 2016: Söyle Canım (mit Erol Evgin) - 2016: Altın Kaplama - 2017: Çağırma Lütfen (Hintergrundstimme: Gökhan Tepe) - 2017: Hayatı Tespih Yapmışım (mit Yaşar Gaga) - 2019: Allah'tan Kork (mit Mehmet Erdem) - 2020: Baba - 2023: İki Satır Yara (mit Mabel Matiz) - 2024: Acının Seyir Defteri |

Quelle: